# Moana Moo-Caille
Moana Moo-Caille (ur. 13 sierpnia 1988 w Le Port, Reunion) – francuski kolarz BMX, brązowy medalista mistrzostw świata.

## Kariera
Pierwszy sukces w karierze Moana Moo-Caille osiągnął w 2006 roku, kiedy zdobył złoty medal w wyścigu juniorów podczas mistrzostw świata w São Paulo. Na rozgrywanych sześć lat później mistrzostwach świata w Birmingham zajął trzecie miejsce w wyścigu elite. W zawodach tych wyprzedzili go jedynie Australijczyk Sam Willoughby oraz inny Francuz - Joris Daudet. Na tych samych mistrzostwach zajął także jedenaste miejsce w jeździe na czas. W 2012 roku wystąpił również na igrzyskach olimpijskich w Londynie, ale nie awansował do finału.